# Cotatay
Le Cotatay est une rivière de France, affluent de l'Ondaine, donc sous-affluent de la Loire.

## Géographie
D'une longueur de 10,5 kilomètres, elle traverse les villes du Chambon-Feugerolles, où elle se jette dans l'Ondaine, de Saint-Genest-Malifaux, et de Saint-Romain-les-Atheux, où a été construit un important barrage au début du XXe siècle.

## Voir aussi

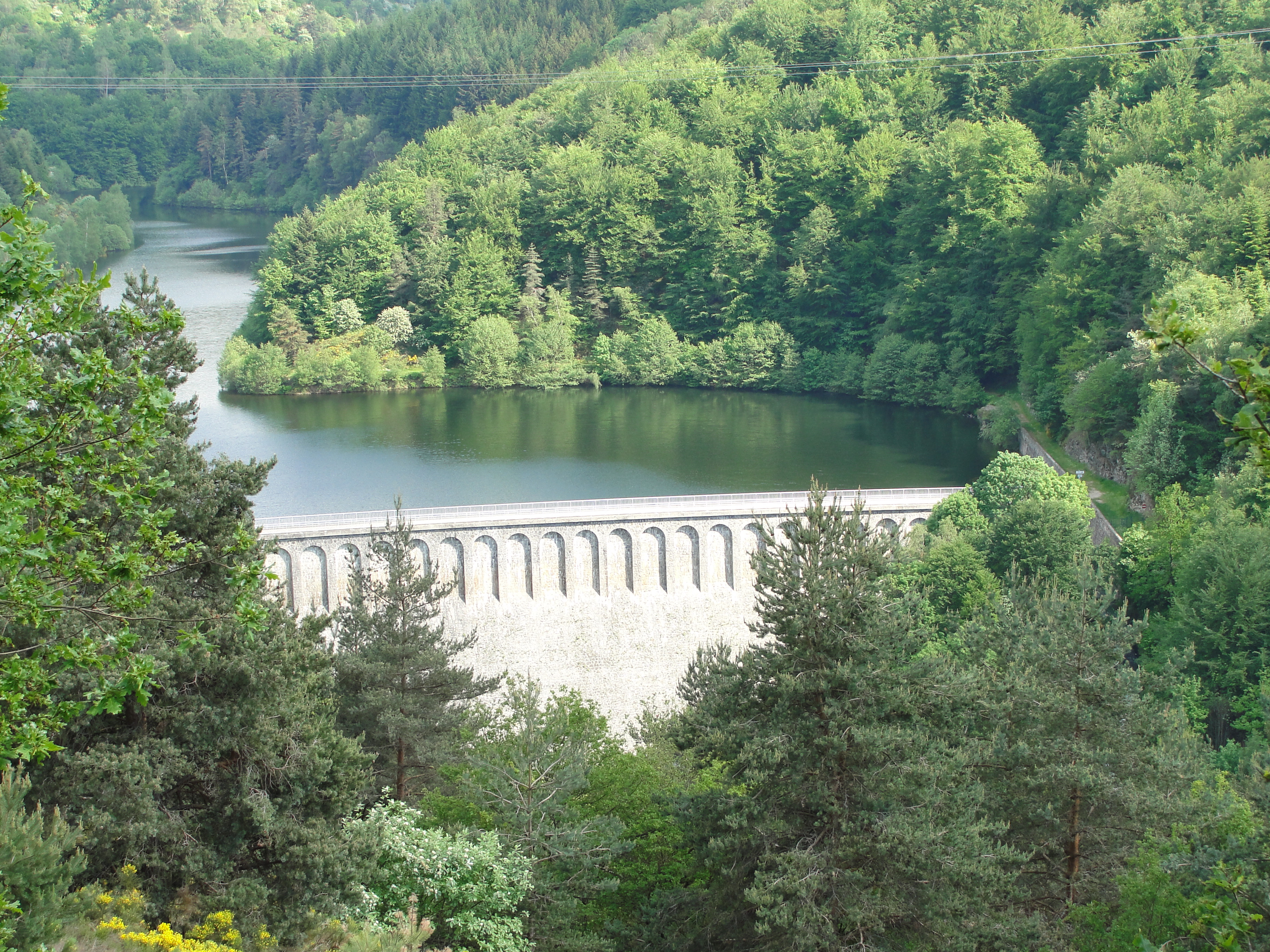
Le barrage de Cotatay.